# Маат
Маат или Маа египатско је божанство, отеловљење правде, истине и космичког реда. Везана за Раа, Ра је господар Маат, она је ћерка Раа, сестра владајућег краља чија је највећа дужност да одржава маат, односно ред и хармонију.
Реч Маат се преводи као она која је исправна.
Ако би Маат била нарушена, све би се срушило, друштво би се распало, природне појаве би биле поремећене. Свака индивидуа мора да одржава Маат. При мерењу душе, срце покојника је на једном тасу а на другом је Маат као противтег. Приказује се антропоморфно, на глави има високо перо али понекад је представљена и само као перо.
Маат је била персонификација истине и правде. Приказивана је сa крилима, или владарским жезлом. Приказ ње као жене у црвеној хаљини личи на приказ Изиде и Нефтис. Ако би маат била нарушена, све би се срушило, друштво би се распало, природне појаве би биле поремећене. Свака ситуација мора одржавати маат. На Страшном суду је Ма'ат била судија. Анубис би довео душу и вагао је. Перо, симбол богиње Ма'ат, морало је тежити једнако као и срце душе. Тот као бог мудрости би записао резултат. Хорус би добру душу одвео до Озириса, господара раја. При мерењу душе, срце покојника је на једној страни ваге, а на другом је маат као противтег.
Приказује се антропоморфно, на глави има високо перо али понекад је представљена и само као перо.